# Anton Pichler
Anton Pichler (né le 4 octobre 1955 à Weiz en Autriche) est un joueur de football international autrichien, qui évoluait au poste de défenseur, avant de devenir ensuite entraîneur.

## Biographie

### Carrière de joueur

#### Carrière en club
Anton Pichler réalise la majeure partie de sa carrière au Sturm Graz, club où il évolue de 1974 à 1987. 
Avec cette équipe, il joue 410 matchs en première division autrichienne, inscrivant 25 buts. Il se classe deuxième du championnat lors de la saison 1980-1981.
Il joue également avec le Sturm Graz, quinze matchs en Coupe de l'UEFA, et cinq en Coupe des coupes. Il est quart de finaliste de la Coupe des coupes en 1976, puis quart de finaliste de la Coupe de l'UEFA en 1984.

#### Carrière en sélection
Anton Pichler joue 11 matchs en équipe d'Autriche, sans inscrire de but, entre 1976 et 1985.
Il joue son premier match en équipe nationale le 15 décembre 1976, en amical contre Israël (défaite 1-3 à Ramat Gan).
Il figure dans le groupe des sélectionnés lors de la Coupe du monde de 1982. Lors du mondial organisé en Espagne, il joue un match contre l'Irlande du Nord (match nul 2-2 au Stade Vicente Calderón de Madrid).
Il joue ensuite trois matchs rentrant dans le cadre des éliminatoires de l'Euro 1984. Il reçoit sa dernière sélection le 7 mai 1985, contre Chypre, dans le cadre des éliminatoires du mondial 1986 (victoire 4-0 à Graz).

## Palmarès
Sturm Graz
- Championnat d'Autriche :
  - Vice-champion : 1980-81.

- Coupe d'Autriche :
  - Finaliste : 1974-75.